# Diadegma paenesessile
Diadegma paenesessile är en stekelart som först beskrevs av Henry Lorenz Viereck 1925.  Diadegma paenesessile ingår i släktet Diadegma och familjen brokparasitsteklar. Inga underarter finns listade i Catalogue of Life.